# Van Wyck (Caroline du Sud)
Pour les articles homonymes, voir Van Wyck.
Van Wyck est une ville située dans le comté de Lancaster, dans l’État de Caroline du Sud, aux États-Unis. Lors du recensement de 2020, elle comptait 848 habitants.